# سکه‌های عرب-بیزانسی

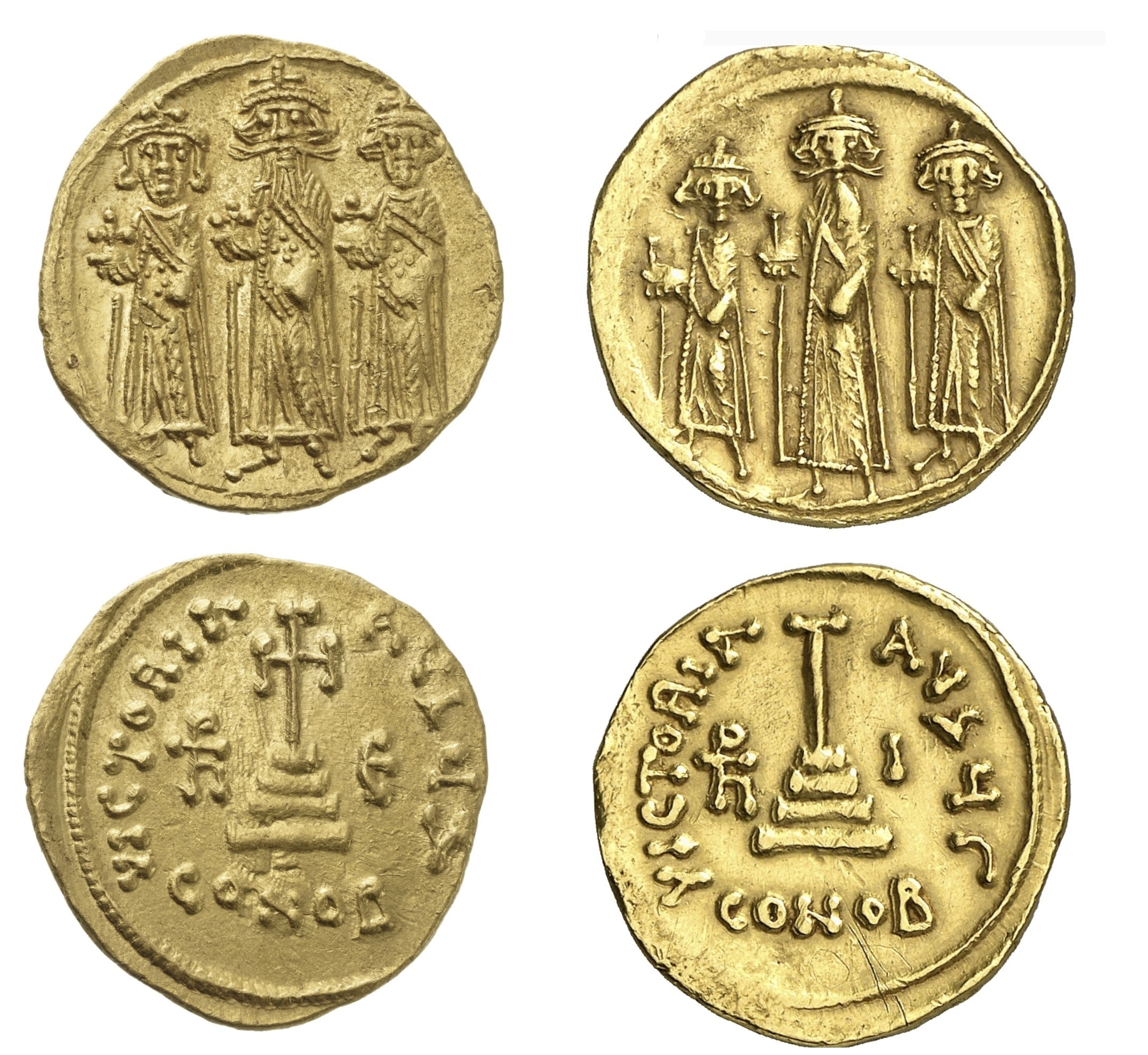
سولیدوس عرب بیزانسی با صلیب تغییریافته (راست) و سولیدوس بیزانسی (چپ)

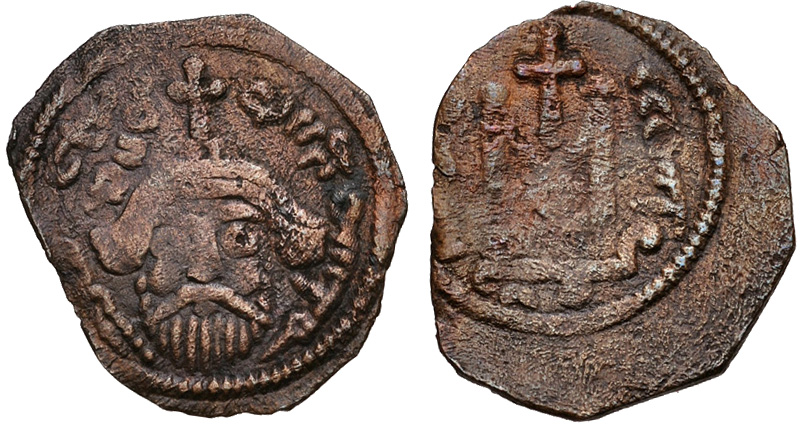
فلوس عرب بیزانسی با نوشته‌های پهلوی، ضرب اصطخر

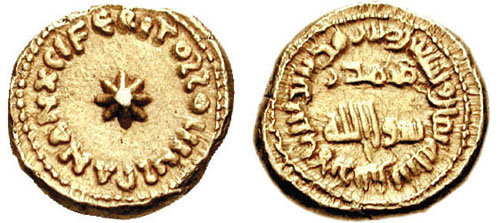
دینار عرب بیزانسی ضرب اندلس از دوره خلافت سلیمان بن عبدالملک

سکه‌های عرب-بیزانسی یا عربی-بیزانسی، سکه‌هایی هستند که در دهه‌های نخست حاکمیت خلافت اسلامی به سبک سکه‌های بیزانسی ضرب شده‌اند. اصلاح عرب بیزانسی بیشتر برای توصیف سکه‌هایی که تا سال ۷۷ قمری (۶۹۶ یا ۶۹۷ میلادی) در شام ضرب شده‌اند به‌کار می‌رود. بااین‌حال تعدادی از سکه‌های ضرب ایران، شمال آفریقا و اندلس نیز با این اصطلاح توصیف می‌شوند. زبان‌های مورد استفاده در این سکه‌ها شامل لاتین، یونانی، پهلوی و عربی بودند.
نخستین سکه‌های عرب بیزانسی کپی‌های سکه‌های بیزانسی روزگار هراکلیوس و کنستانس دوم بودند و تفاوت‌های اندکی با نمونه‌های بیزانسی داشتند. ولی به‌تدریج با حذف نمادهای مسیحی و افزودن نوشته‌های عربی بر سکه‌ها، تفاوت آن‌ها با سکه‌های بیزانسی بیشتر شد. اسلامی‌ترین گونه این سکه‌ها، سکه‌های خلیفه ایستاده بودند.
بیشتر سکه‌های عرب بیزانسی از جنس مس (فلوس) و تعدادی کمی نیز از جنس طلا (سولیدوس و سپس دینار) بودند.